# Сурмаче
Сурмаче (пол. Surmacze) — село в Польщі, у гміні Біла Підляська Більського повіту Люблінського воєводства. Населення — 51 особа (2011).

## Історія
У часи входження до складу Російської імперії належало до Радинського повіту Сідлецької губернії.
За даними етнографічної експедиції 1869—1870 років під керівництвом Павла Чубинського, у селі проживали лише греко-католики, усе населення розмовляло українською мовою.
У 1975—1998 роках село належало до Білопідляського воєводства.

## Демографія
Демографічна структура станом на 31 березня 2011 року:
|          | Загалом | Допрацездатний вік | Працездатний вік | Постпрацездатний вік |
| -------- | ------- | ------------------ | ---------------- | -------------------- |
| Чоловіки | 24      | 8                  | 12               | 4                    |
| Жінки    | 27      | 5                  | 15               | 7                    |
| Разом    | 51      | 13                 | 27               | 11                   |